# 크리스천 롤단
크리스천 롤단(영어: Cristian Roldan, 1995년 6월 3일 ~ )은 미국의 축구 선수로 현재 시애틀 사운더스에서 미드필더로 활약하고 있으며 미국 축구 국가대표팀의 일원으로도 활동 중이다.